# Agrostis congestiflora subsp. oreophila
Agrostis congestiflora subsp. oreophila é uma subespécie de planta com flor pertencente à família Poaceae. 
A autoridade científica da subespécie é Franco, tendo sido publicada em Botanical Journal of the Linnean Society 76(4): 336. 1978.

## Portugal
Trata-se de uma subespécie presente no território português, nomeadamente no Arquipélago dos Açores.
Em termos de naturalidade é endémica da região atrás referida.

## Protecção
Não se encontra protegida por legislação portuguesa ou da Comunidade Europeia.